# Hrabiowie i książęta Kornwalii
Earlowie Kornwalii (przed podbojem normańskim)
- ok. 920–ok. 935: Cynan z Cerniw
- ok. 935–ok. 950: Ricatus z Cerniw
- ?–1066: Król Cadoc

Hrabiowie Kornwalii 1. kreacji
- 1066–1090: Robert de Mortain, 1. hrabia Kornwalii
- 1090–1106: Wilhelm de Mortain, 2. hrabia Kornwalii

Hrabiowie Kornwalii 2. kreacji
- 1140–1141: Alan Bretoński, 1. hrabia Kornwalii

Hrabiowie Kornwalii 3. kreacji
- 1141–1175: Reginald de Dunstanville, 1. hrabia Kornwalii

Hrabiowie Kornwalii 4. kreacji
- 1180–1188: Baldwin, 1. hrabia Kornwalii

Hrabiowie Kornwalii 5. kreacji
- 1189–1199: Jan Plantagenet, 1. hrabia Kornwalii

Hrabiowie Kornwalii 6. kreacji
- 1217–1220: Henry Fitz-Count, 1. hrabia Kornwalii

Hrabiowie Kornwalii 7. kreacji
- 1225–1272: Ryszard Plantagenet, 1. hrabia Kornwalii
- 1272–1300: Edmund Plantagenet, 2. hrabia Kornwalii

Hrabiowie Kornwalii 8. kreacji
- 1307–1312: Piers Gaveston, 1. hrabia Kornwalii

Hrabiowie Kornwalii 9. kreacji
- 1330–1336: Jan z Eltham, 1. hrabia Kornwalii

Książęta Kornwalii (dodatkowy tytuł księcia Walii)
- 1337–1376: Edward Czarny Książę
- 1376–1377: Ryszard z Bordeaux
- 1399–1413: Henryk Monmouth
- 1421–1422: Henryk Lancaster
- 1453–1471: Edward Westminster
- 1470–1483: Edward York
- 1483–1484: Edward Middleham
- 1486–1502: Artur Tudor
- 1502–1509: Henryk Tudor
- 1511–1511: Henryk Tudor
- 1514–1514: Henryk Tudor
- 1534–1534: Henryk Tudor
- 1537–1547: Edward Tudor
- 1603–1612: Henryk Fryderyk Stuart
- 1612–1625: Karol Stuart
- 1629–1629: Karol Jakub Stuart
- 1630–1649: Karol Stuart
- 1688–1689: Jakub Franciszek Edward Stuart
- 1714–1727: Jerzy August Hanowerski
- 1727–1751: Fryderyk Ludwik Hanowerski
- 1762–1820: Jerzy August Fryderyk Hanowerski
- 1841–1901: Albert Edward Koburg
- 1901–1910: Jerzy Fryderyk Ernest Albert Koburg
- 1910–1936: Edward Albert Chrystian Jerzy Andrzej Patryk Dawid Windsor
- 1952–2022: Karol Filip Artur Jerzy Mountbatten-Windsor
- od 2022: Wilhelm Artur Filip Windsor